# Песни русских бардов
«Песни русских бардов» («Собрание песен русских бардов») — поэтический сборник, выпущенный в 1977 году в Париже (Франция) издательством «YMCA-Press» под редакцией Владимира Аллоя. Второе и третье издание вышли в 1978 году. Сборник представлял собой три (в третьем, улучшенном и дополненном, издании — четыре) тома текстов в сопровождении 30 (в третьем издании — 40) аудиокассет с магнитофонными записями песен.
В издании было широко представлено песенное творчество Владимира Высоцкого, Александра Галича, Юрия Кукина, слабее — Булата Окуджавы. Также включены песни Бориса Алмазова, Евгения Бачурина, Юрия Визбора, Александра Городницкого, Юлия Кима, Евгения Клячкина и некоторых других исполнителей. Наряду с авторскими текстами, были представлены также песни, исполненные бардами на слова других поэтов.
Антологии особо примечательны тем, что почти все тексты песен Владимира Высоцкого были опубликованы в них при жизни поэта (Марк Цыбульский называет их «самым первым собранием сочинений Высоцкого»).
В XXI веке сборники «Песни русских бардов» представляют собой библиографическую и коллекционную редкость.

## История издания
В своих мемуарах «Записки аутсайдера» Владимир Аллой отмечает, что в середине 1970-х годов советская авторская песня на Западе была малоизвестна. По сути дела западным слушателям, в том числе представителям ранних волн русской эмиграции, были доступны один диск Галича (выпущенный эмигрантским издательством «Посев»), два диска Высоцкого, вышедшие во Франции, и несколько пластинок Окуджавы фирмы «Мелодия». Между тем сам Аллой, эмигрируя из СССР, сумел с друзьями переправить за границу богатую коллекцию магнитофонных записей русских бардов — по его оценке, более тысячи песен десятков авторов. В 1976 году у него родилась идея издать эти песни.
Аллой обратился с предложением об организации издания сборника к одному из руководителей издательства «ИМКА-Пресс» — Никите Струве, который ценил творчество Высоцкого и интересовался песнями Бориса Алмазова, Валерия Агафонова (главным образом на слова Юрия Борисова). Практически всю предварительную работу — подготовку и набор текстов, монтаж издания — Аллой, по собственным воспоминаниям, брал на себя. Он же по её окончании должен был объявить через прессу о проведении подписки с предварительной оплатой, в соответствии с результатами которой определялся тираж издания. В переговорах акцентировалось, что для издательства этот проект не содержит финансовых рисков, зато может обернуться прибылью.
После получения согласия Струве, Аллой начал монтаж и перепечатку текстов. Эта работа была окончена к весне 1977 года. Аппаратуру для окончательного монтажа и подготовки матриц предоставил француз Жиль Бернар, не понимавший по-русски, но при этом бывший поклонником Высоцкого, как певца. Обложки для отдельных томов делал художник-эмигрант Лев Нусберг. Подписка была объявлена в мае через газеты «Новое русское слово» и «Русская мысль». Заказы начали поступать сразу же, и в июне стало ясно, что издание себя окупает; при этом заказы продолжались даже после того, как официальные сроки подписки истекли.
Изготовлением тиража занимался Бернар, а Владимир и Рада Аллой проверяли каждую кассету на качество, чтобы избежать брака в раскодировании начала и конца дорожек из-за незнания Бернаром русского языка. Тираж первого издания был подготовлен к октябрю 1977 года. Его качество оставалось достаточно низким, что привело к некоторому количеству рекламаций. Поскольку уже планировалось второе издание, Аллой обратился к известному коллекционеру Владимиру Ковнеру, который по его просьбе подготовил список ошибок в текстах. Ковнеру также удалось передать издателям более качественные записи части песен. В работе над списком ошибок Ковнеру помогал звукорежиссёр Михаил Крыжановский, а в передаче материалов на Запад (сам Ковнер в это время был «в отказе») — жена французского дипломата (записи Окуджавы), туристки из Франции (кассеты Матвеевой, Кукина и Городницкого) и США (текстовые поправки). Основная масса была передана через посольство ФРГ немецкой аспиранткой, работавшей в Ленинграде над антологией русской поэзии. Над выверкой текстов Галича работал сам автор, «непоправимо уродуя верстку, поскольку вносил поправки гигантским фломастером». Однако вскоре после выхода первого тиража, 15 декабря 1977 года, Александр Галич трагически погиб от несчастного случая. Высоцкий же, располагавший к этому времени качественными фонограммами многих своих песен, хотя и радовался выходу «Песен русских бардов», со своей стороны никакого материала издателям предлагать не стал.
По воспоминаниям Аллоя, второе издание сборника выпустили «в следующем году, присовокупив тираж десятка отдельных авторских кассет…, что, по существу, составило третье издание». Высоцковед Марк Цыбульский уточняет, что второе издание, как и третье, состояло из трёх томов текстов и 30 кассет, а третье уже вышло в четырёх томах и 40 кассетах. Третье издание продавалось в США по цене 361 доллара — достаточно большие по тем временам деньги. В целом сборник оказался настолько прибыльным, что помог издательству «ИМКА-Пресс» преодолеть финансовый кризис, и затем Аллой на протяжении порядка пяти лет возглавлял это издательство.

## Содержание
Как отмечал рецензент журнала «Континент», «Песни русских бардов» не задумывались «как антология, как лучшее из лучшего» и включали произведения не только «настоящих поэтов» (к их числу он относил Окуджаву, Галича, Кима и Высоцкого), но и «бардов второго, третьего и n-го разряда». Сам Аллой тоже признавал: «приходилось выбирать: полнота или качество. Я выбрал первое». Однако именитые барды всё же были в основном представлены шире. По подсчёту Ростислава Полчанинова, в первых трёх томах сборника содержатся 209 песен Высоцкого и 106 песен Галича (в библиографии, составленной текстологом Андреем Крыловым, приводятся данные по каждой «серии» — соответственно 42, 28 и 29, всего в сумме 99), и слабо представлен лишь Окуджава с 24 песнями; третье место занимает Юрий Кукин — 80 песен. По подсчётам Дж. Ст. Смита в издании Index on Censorship (том 7, номер 2, 1978 год), в этих же трёх первых томах содержались:
- 48 песен Бориса Алмазова
- 41 песня Евгения Бачурина
- 39 песен Юрия Визбора
- 30 песен Евгения Клячкина
- по 20 песен Александра Городницкого и Юлия Кима[2].

Смит отмечал, что в сборниках не представлены некоторые из широко известных работ, выделяя в особенности «Песню про Серёжку Фомина» Высоцкого («Я рос, как вся дворовая шпана…»), «Разговор африканского принца с инженером Петуховым» Визбора и «Коктебель» Кима. При этом он добавлял, что «наиболее мощные вещи» Высоцкого «зачастую оказываются зажатыми между вещами, которые вряд ли нужно было воспроизводить вообще», а «два десятка песен Булата Окуджавы… представляют собой странную смесь известных и неизвестных песен».
В четвёртом, дополнительном томе снова был очень широко представлен Высоцкий с 85 песнями; таким образом, в общей сложности в сборник вошло почти три сотни песен в его исполнении (хотя не все, как показано ниже, его авторства). У Галича во всех четырёх томах количество текстов песен достигло 115.
Помимо неровности содержащегося в сборниках материала, критики указывали на отсутствие упорядоченности в его подаче: произведения рассортированы только по исполнителям и, как писал Смит, «[п]охоже, песни опубликованы просто в том порядке, в каком они были на магнитных плёнках». Кроме того, отмечалось, что поэтам-исполнителям приписывается авторство чужих произведений. Среди прочего, не было указано авторство стихотворений Бертольта Брехта, Юза Алешковского, Иосифа Бродского, Андрея Вознесенского, Бориса Слуцкого и Эдуарда Успенского. Только в одном случае — с песней Бачурина «Как по речке по Ирану» — указано авторство Велимира Хлебникова, и то, скорее всего потому, что на магнитофонной записи на это указывает сам Бачурин. В число же песен Высоцкого попали такие музыкально-литературные произведения, как «Очи чёрные» и «Утро туманное» — только из-за того, что он исполнял эти песни на концерте. У многих произведений не восстановлено авторское название и вместо него в оглавлении приводится первая строчка текста.
Несмотря на замеченные недостатки, «Песни русских бардов» пользовались значительным спросом, начиная уже с момента выхода; а в XXI веке представляют собой дорогостоящую библиографическую редкость.

### Состав издания
- Сидели, пили вразнобой…
- Как призывный набат…
- Истома ящерицей ползает в костях…
- Я весь в свету, доступен всем глазам…
- Небо этого дня ясное…
- Как все мы веселы бываем и угрюмы…
- На краю края земли, где небо ясное…
- В холода, в холода от насиженных мест…
- Сыт я по горло, до подбородка…
- Удар, удар, еще удар…
- В суету городов и в потоки машин…
- Вы мне не поверите и просто не поймете…
- Клёны выкрасили город…
- В далеком созвездии Тау-Кита…
- Стоял тот дом, всем жителям знакомый…
- Мой друг поехал в Магадан…
- А у дельфина взрезано брюхо винтом…
- Опасаясь контрразведки…
- Солдат всегда здоров, солдат на все готов…
- Чем славится индийская культура…
- Мерцал закат, как блеск клинка…
- О вкусах не спорят…
- Наверно я погиб…
- Здравствуй, Коля, милый мой…
- Не пиши мне про любовь, не поверю я…
- Поговори хоть ты со мной…
- Их восемь, нас — двое…

- Мао-Дзе-Дун — большой шалун…
- Перед выездом в загранку…
- Я был слесарь шестого разряда…
- От скушных шабашей…
- Мой сосед объездил весь Союз…
- У нее все свое…
- Как-то вечером патриции…
- Кто верит в Магомета…
- Она была чиста, как снег зимой…
- Будут и стихи, и математика…
- Почему все не так…
- Темнота впереди, подожди…
- Я бегу, бегу, бегу, бегу…
- Ну вот, исчезла дрожь в руках…
- Сон мне: желтые огни…
- На судне бунт…
- Грязь сегодня еще непролазней…
- Рвусь из сил…
- За нашей спиною остались…
- И вкусы, и запросы мои странны…
- Эта ночь для меня вне закона…
- Ты идешь по кромке ледника…
- Рядовой Борисов…
- Я помню райвоенкомат…
- Кто сказал, все сгорело дотла…

- Мой маленький гном…
- Ах, гостиница моя…
- Я губами солнце снял со щеки…
- Я лицо мукою мелкой побелю…
- 30 лет — это время свершений…
- А ночь надо мной распустила хвост
- Почему-то вдруг мне стало неспокойно…
- Я возвратился, сбросил…
- Мне в жизнь пути весенние…
- А, что вы думаете…
- Ничего, ничего, все пройдет…
- Я не романтик, нет, я не романтик…
- Сегодня обнаружил ровно в восемь…
- Где-то город качает детей…
- Милый мой, вы живете не так…
- Мое пальто, моя страна…
- Не надо, не надо, не думай об этом…
- Ну куда бежать от моей беды…
- Ну мне пора идти…
- Пусть море зовет — давай, давай…
- А над Петропавловском снова облака…
- Горы слева, горы справа…
- Понимаешь, это странно…
- Где ж ты, мой добрый волшебник…

- Красотки, вот и мы, кавалергарды…
- Генерал-аншеф Раевский…
- Русская народная песня
- Любимая песня отличника
- Мы ходим, бродим…
- Песня о дороге
- Матросы играют в домино
- Собачья песня
- Я готов разреветься по-детски…
- Пусть без обеда оставит нас мама…
- Однажды рыжий Шванке…

- Опять война стучится в наши двери…
- И когда на кровать…
- Когда на восток новобранцы идут…
- Когда похоронный патруль уйдёт…
- Глотнуть пивка я захотел…
- Джим завербован и Вилли взят…
- Немножко наивный, грустный немного…
- Закружило, завертело, забуранило…
- Человек разучился ходить босиком…
- Ой ты, ласточка…
- В станционных буфетах…

- Лететь иль плыть к тебе…
- Открывайте шире ворота…
- Я молод был…
- Я говорю вам — жизнь красна в стране больших бутылок…
- Степь, ты полустепь — полупустыня…
- Адам в Эдеме…
- Право, какой упрямый…
- Едем, не едем…
- Завтра потоп…
- Под небом голубым…
- А ну-ка, приятель…
- В полночь я вышел на прогулку…
- Ох, одиноко мне…
- Слышу голос ангельский твой…

- От злой тоски не матерись…
- У Геркулесовых столбов…
- Бушует ливень проливной…
- Протекают трюма…
- Над Канадой…
- Ах, не ревнуй меня…
- Пират, забудь о стороне родной…
- Позабыты недописанные книжки…
- Вы не верьте наветам тоски…
- Моряк, покрепче вяжи узлы…
- В промозглой мгле…
- Все перекаты да перекаты…
- Холодное солнце садится в залив…
- А женам надоели расставания…
- Мне разлука с тобой знакома…
- Укрыта льдом зеленая вода…
- Ты мне письмо прислать рискни-ка…
- По тайге гуляют звери…
- В окне звериными мордами…
- Я, таежной глушью заверченный…
- Твое окно рассветным светом полно…
- А в переулке моем весною…
- Путь мой завтрашний далек…
- А на Арбате падает снежок…
- Прости, что бегу от насиженных мест…
- Над палубой ночь напролет…
- От меня не жди известий…
- А над Английским каналом огни…
- Расправлены вымпелы гордо…

- Мне звезда упала на ладошку…
- Падают, падают, падают звезды…
- Я был когда-то королем…
- Все идешь и идешь…
- В красавицу Мэри…
- В белом смокинге и в кружевах жабо…
- Час настал, пора идти…
- Вошел он в комнату ко мне…
- Были времена, ох, было времечко…
- Что поделать, такая я есть…
- На берегу реки у перекрестка…
- Птица танцует…
- Холодный взгляд…
- Я живу в своей квартире…

Новелла Матвеева
- Платок вышивая цветной…
- Любви моей ты боялся зря…
- И опять она сидит посреди…
- Летняя ночь была…
- Набегают волны синие…
- Мой караван шагал через пустыню…
- Какой большой ветер…

Булат Окуджава
- Забудешь первый праздник…
- Аты-баты, шли солдаты…
- Виноградную косточку…

- Зачем опасные слова…
- Распахнуты люки…
- Опять весна…
- Хочу я быть невестой…
- Качались бутоны радости…
- Белой ночью…
- Этот город, он на вид угрюм…
- Под колесами свистят виражи…
- В небе облака из серой ваты…
- Ах, не весенняя грязь-распутица…
- Вот комарики летят…
- Очень серый в городе туман…
- За синею, синею речкой…
- Мимо ристалищ, капищ…
- Теплые хлопья снега…
- Солнце веки смежило…
- Я был мальчишка глупенький…
- И вечный бой…
- Сидишь испуганная, бледная…
- В мире друзей…
- Как хорошо, что кончилось…
- Вечером ветер в окна…
- Подари мне попросту…
- Плывет в тоске невыразимой…
- И был глупец, и молился до слез…
- Вот сыплет серый дождик за окном…

- Фантазия на русские темы
- История о том, как Клим Петрович выступал на митинге в защиту мира
- История о том, как Клим Петрович добивался, чтобы его цеху присвоили звание "цеха коммунистического труда"
- Плач Дарьи Коломийцевой по поводу запоя Клима Петровича
- История о том, как Клим Петрович восстал против экономической помощи слаборазвитым странам
- О том, как Клим Петрович, укачивая Семена — Клавкиного сына — неожиданно для самого себя сочинил научно-фантастическую историю

- Петербургский романс
- Ошибка
- Теоретический романс
- Баллада о стариках
- Отрывок из репортажа о международном матче по футболу
- По образу и подобию
- Больничная цыганочка
- Песня о велосипеде
- Автоматное столетие

- Командировочная пастораль
- Воспоминания об Одессе
- Я в путь собирался всегда налегке
- Баллада о том, как одна принцесса приходила поужинать в ресторан "Динамо"
- Не хочу посмертных антраша…
- В Петрограде, в Петербурге…
- Горестная ода счастливому человеку
- Прилетает по ночам ворон…
- Когда я вернусь…
- Реквием по неубитым
- Засыпая и просыпаясь
- Нам сосиски и горчица
- На реках вавилонских
- На степные урочища
- Объяснение в любви
- Письмо в XVII век
- Вальс, посвященный уставу караульной службы

- Размышление бегуна на длинные дистанции
  - Легенда о Рождестве
  - Клятва вождя
  - Подмосковная ночь
  - Разговор в вагоне-ресторане
  - Аве-Мария
  - Послесловие, написанное во хмелю
- Летят утки
- Песня про генеральскую дочь
- Песня про тещу из Иванова
- Право на отдых
- Леночка
- Ночной дозор
- Заклинание
- От беды моей пустяковой…
- На стене прозвенела гитара…

- Как ныне сбирается вещий Олег…
- Долго Троя в положении осадном…
- В королевстве, где все тихо и складно…
- Лукоморья больше нет…
- Уходим под воду…
- Если я богат, как царь морской…
- В заповедных и дремучих…
- Профессионалам зарплата навалом…
- Собрались десять ворчунов…
- На братских могилах…
- Себя от надоевшей славы спрятав…
- На Петровском на базаре…
- У меня запой от одиночества…
- Произошел необъяснимый катаклизм…
- Во хмелю слегка…
- Дом
- Я вчера закончил ковку…
- На дистанции четверка первачей…
- Я вышел ростом и лицом…
- Полководец с шеею короткой…
- Штормит весь вечер…
- Сначала было слово…

- Подумаешь, с женой не очень ладно…
- Я изучил все ноты от и до…
- А ну, отдай мой каменный топор…
- Сто сарацинов я убил…
- Я — "Я"-истребитель…
- Я счас взорвусь…
- Я скачу, но я скачу иначе…
- Вдоль обрыва по-над пропастью…
- Есть телевизор, подайте трибуну…
- Сказал себе я — брось писать…
- Я раззудил плечо, трибуны замерли…
- Товарищи ученые…
- Нет острых ощущений, все старье, гнилье и хлам…
- От границы мы землю вертели назад…
- Я вам мозги не пудрю…
- Чтоб не было следов, повсюду подмели…
- Сам виноват, и слезы лью…
- То ли в избу и запеть…
- Сижу ли я, пишу ли я…
- Теперь я не избавлюсь от покоя…
- Бросьте скуку, как корку арбузную…
- Он не вышел ни званьем, ни ростом…

- Копи, ладно мысли свои черные копи…
- Хорошо, что за ревом не слышалось звука…
- Четыре года рыскал в море наш корсар…
- Ой, Вань, смотри, какие клоуны…
- В заповеднике, вот в каком, забыл…
- Там, у соседа, пир горой…
- Я при жизни был рослым и стройным…
- Ну правда ведь, обидно…
- За меня невеста отрыдает честно…
- Эй, шофер, вези в Бутырский хутор…
- Я вырос в Ленинградскую блокаду…
- Лежит камень в степи…
- Что случилось, почему кричат…
- Кто кончил жизнь трагически…
- Сон мне снится: вот те на — гроб среди квартиры…
- Змеи, змеи кругом…
- Нет меня, я покинул Расею…
- Так, считай по нашему, мы выпили немного…
- Я оглох от ударов в ладони…
- Я кричал, — Вы что там, обалдели…
- Только прилетели — сразу сели…
- Мишка Шифман башковит…

- Как за громом-городом…
- Для чего нужно крыло…
- Разве нет такой беседки…
- Ах, какое дерево…
- Забрось дела, забрось нужду…
- Незаметно, незаметно, незаметно…
- А ты, еврей, купи автомобиль…
- Где вы брали арбузы…
- Дерева, вы мои дерева…
- Как по речке по Ирану…

- Я уверен, не лгут…
- Когда на сердце тяжесть…
- Свободен? — Да как сказать…
- Распечатать бутыль легко…
- Из колымского белого ада…
- Наговорили мне, мол, не любим…
- Здесь вечный снег…
- Я — заснувший пассажир…
- Горы, далекие горы…
- Очень растревожила нас тоска дорожная…
- Ты что, мой друг, свистишь…
- Ах, этот дом на полпути…
- Цветы поставьте в воду…
- Потерял я тебя…
- Где же мы виделись…
- Ветреная девочка…
- Спешите, спешите…
- Я безнадежно счастлив…
- И холодно, и ветер…

- Балалаечку свою я со шкафа достаю…
- Девушка, эй, постой
- Тихо капает вода…
- Скребут моторы тишину…
- Однажды я пел на высокой эстраде…
- С улицы фонарь светит в окно…
- Будешь первой на свете женщиной…
- Вечер, на скверах вечер…
- В германской дальней стороне…

Борис Алмазов
- Жил-был дурак…
- За то, что мальчик был хорошим…

Леонид Нахамкин
- Войдешь в свой дом…
- Все это глупости, мадам…

- Приходи ко мне, Бригита…
- Я сижу, ох хорошо я сижу…
- Вот это для мужчин…
- А ты говоришь, — Люблю…
- Свободен? — Куда везти?..
- Ну вот и поминки за нашим столом…
- Вот и все, заправлены моторы…
- А наземный пост с хрипотцой донес…
- О,как стартует горнолыжник…
- Я бы новую жизнь своровал бы, как вор…
- А мама пишет письма…
- По переулку в синяках…
- Забудь про все, забудь про все…
- А в тени снег лежит, как гора…
- Помни войну…

- Он, наконец, явился в дом…
- Арбатского романса старинное шитье…
- Раскрасавец двадцатых годов…
- А мы швейцару: Отворите двери!..
- Купил часы на браслетке я…
- Время идет, хоть шути-не шути…
- Моцарт на старенькой скрипке играет…
- О чем ты успел передумать…
- Синяя крона, малиновый ствол…
- В нашем доме…
- Гаснут, гаснут костры…
- Ах война, она не год еще протянет…
- Мы связаны, Агнешка…
- В будни нашего отряда…
- Женщины-соседки…
- Не клонись-ка ты, головушка…
- Какая глупая игра…
- Чайка летит, ветер гудит, шторм надвигается…
- Мой конь притомился…
- В Барабанном переулке…
- Давайте восклицать…

Борис Генкин
- Прорезала вышка…

Евгений Клячкин
- Я люблю, я люблю…
- Я к тебе под одеялом прижмусь…
- Говорила Тошенька…
- Отыщу в лесном лабиринте…

- Дни идут. Открылось…
- От песен в мире тесно…
- У каждого свой Эверест и Монблан…
- Когда-нибудь, наверно, скоро…
- Сегодня провожаю я товарищей в тайгу…
- Ну что, борода, надоело, наверно…
- Ох, кто придумал эти горы…
- Я за мечтами время не заметил…
- Я к тебе под одеялом прижмусь…
- Я не поздно зайду…
- Первый пояс, девяностый пояс…
- Боль какая-то в затылке…
- Спросил, — Поешь сегодня?..
- Все чаще стали сниться поезда…
- Есть поверье у людей…
- Утро, как будто без сна…
- Как все-таки прекрасно возвращаться…
- Мне говоришь ты, — Вот опять уходишь…
- Черт возьми, я ужасно завидую…
- Сегодня прилетел, едва нашел тебя…
- У человека есть душа…
- Ты в тайге от тоски задыхался…
- В конце концов плевать на это…
- Ах, чтоб мне лопнуть…
- Мне солнце виски опалит…
- Ну, поедем со мной, ну, поехали…
- Вы пришлите в красивом конверте…
- Я — сказочник, я знаю много сказок…
- Я перепутал звезды…
- Было тихо тогда, тогда…
- Где вы, близкие, и где чужие…
- Говоришь, чтоб остался я…
- Ну что ты смеешься…
- А в тайге по утрам туман…
- Потянуло, потянуло холодком осенних писем…
- Подарите в дорогу песню…
- Опять тобой, дорога, желанья сожжены…

- Видно, нечего нам больше скрывать…
- А зима будет большая…
- Трактора стоят среди дороги…
- Оставь свою печаль…
- Заканчивай, приятель, ночевать…
- Спокойно, товарищ, спокойно…
- Штили выметая облаками…
- Нет прекрасней и мудрей средства…
- Всем нашим встречам разлуки, увы, суждены…
- Мне твердят, что скоро ты любовь найдешь…

Александр Дольский
- В далекие страны летят неустанно…
- Полутени, блики, блики…

Юлий Ким
- Конечно, усилия тщетны…
- Вы такая прелестная скромница…
- Мой папаша были дворник…

Александр Хачинский и Виктор Федоров
- Над нашей квартирой собака живет…
- Я хочу под ветром яростным…
- В тиши вечерней…
- Ах, как долго, долго едем…

Валентин Глаэанов
- На Соловецких островах…
- Карельская осень…
- Ваши любови мне непонятны…

Леонид Нахамкин
- Подождите меня, глухари…
- Подожди, я приду, только ты подожди…
- Всему конец приходит в жизни…

- Вот пришли ко мне седины…
- Худо было мне люди, худо…
- Той черной порой, той неверной…
- Памяти Пастернака
- Памяти Соломона Михайловича Михоэлса
- Песня о последней правоте
- На сопках Манчжурии
- Уходят, уходят, уходят друзья…
- Легенда о табаке
- Возвращение на Итаку
- Я выбираю свободу
- После вечеринки
- Еще раз о черте
- Баллада о сознательности
- Баллада о чистых руках

- Тонечка
- Понимая, что нет в оправданиях смысла
- Облака
- Приветствие съезду историков
- Веселый разговор
- Песня о синей птице
- Песня об отчем доме
- Песня о майоре Чистове
- Мы по глобусу ползаем
- Ей страшно и душно…
- Кадиш
- О малярах, истопнике и теории относительности
- Салонный романс

- Мяч затаился в стриженой траве…
- Возле города Пекина…
- Очи черные, очи страстные…
- Утро туманное, утро седое…
- Обидно, эх досадно...
- Было так: я любил и страдал…
- Полчаса до атаки…
- Без запретов и следов…
- Мне в ресторане вечером вчера…
- Едешь ли в поезде, в автомобиле…
- Я самый непьющий из всех мужиков…
- Целуя знамя — пропыленный шелк…
- В Пекине очень мрачная погода…
- В этом доме большом…
- Хоть бы облачко, хоть бы тучка…
- Твердил он нам, — Моя она…
- Зачем мне считаться шпаной и бандитом…
- Вот раньше жизнь: и вверх и вниз…
- Нам вчера прислали из рук вон плохую весть…
- Нам ни к чему сюжеты и интриги…
- В наш тесный круг не каждый попадал…
- Я любил и женщин и проказы…
- Где твои семнадцать лет…
- На Тихорецкую состав отправится…
- Сгорели мы по недоразумению…
- Передо мной любой понтер, ну просто карлик…
- Мы вместе грабили одну и ту же хату…
- Нынче все срока закончены…

- Ох, где был я вчера…
- Такова уж воровская доля…
- А ну-ка, пей-ка, кому не лень…
- Ты думаешь, что мне не по годам…
- Всего лишь час дают на артобстрел…
- На границе с Турцией или с Пакистаном…
- Цыганка с картами…
- Он капитан и родина его Марсель…
- Стою я раз на стреме…
- Я однажды и в очко, и в штос играл…
- Я однажды гулял по столице…
- Говорят, арестован добрый парень…
- О нашей встрече, что там говорить…
- Это был воскресный день…
- У меня было сорок фамилий…
- Потеряю истинную веру…
- Парня спасем, парня — в детдом…
- Сегодня в нашей комплексной бригаде…
- Кучера из МУРа укатали Сивку…
- Рано утром проснешься…
- Не делили мы тебя…
- Я был душой дурного общества…
- Что же ты зараза…
- Ты уехала на короткий срок…
- У тебя глаза, как нож…
- Я в деле и со мною нож…
- Город уши заткнул…
- У нас вчера-позавчера…
- Сегодня я с большой охотою…
- Вот главный вход…
- Корабли постоят и ложатся на курс…
- Дела, меня замучали дела…
- Гололед на земле, гололед…

- В ресторане по стенкам…
- Жил я с матерью и батей…
- Мне этот бой не забыть нипочем…
- Я стою, стою спиною к строю…
- Разбег, толчок — и стыдно подыматься…
- Вот и разошлись пути-дороги вдруг…
- Сколько чудес за туманами кроется…
- Была пора: я рвался в первый ряд…
- Я не люблю фатального исхода…
- Сколько слухов наши уши поражает…
- Был шторм, канаты рвали кожу с рук…
- Жили-были на море…
- Наш Федя с детства связан был с землею…
- Десять тысяч — и всего один забег остался…
- Если друг оказался вдруг…
- Здесь вам не равнина…
- Я спросил тебя, зачем идете в гору вы…
- Дайте собакам мяса…
- На стол колоду, господа…
- Нас тянет на дно, как балласты…
- Всего один мотив…
- Возвращаюсь я с работы…
- У вина достоинства, говорят, целебные…
- Неправда, над нами не бездна, не мрак…
- Сегодня не слышно биенья сердец…

- Товарищ Сталин, вы большой ученый…
- У меня гитара есть…
- Позабыв про дела и тревоги…
- Камнем грусть висит на мне…
- Капитана в тот день называли на "ты"…
- Протопи ты мне баньку по-белому…

Алексей Хвостенко /совместно с А. Волохонским/
- Нам архангелы пропели…
- Сломали ребята копилку…
- Льет дождем июнь…

- Мороз трещит, как пулемет…
- Мы об Марксе твердим и об Ленине…
- Ой, не плюйте, хунвейбины…
- Стукачи собрались…
- Послушайте, да вы, наверно, слышали…
- Пятьдесят лет назад…
- Живем мы в нашем лагере…
- До чего же плохо все у нас пока…
- Люблю свою бандуру…
- Все улицы как будто стали краше…
- Четырнадцати лет пацан попал в тюрьму…
- Солнце светит, но не греет…

- Под громкое, троекратное, раскатистое ура…
- Все резче графика у глаз…
- Мне теперь все чаще снится…
- Солнце, горячее солнце…
- Мы ушли и в дорогах запутались…
- Мой дед летал во сне…
- По каким Италиям…
- А ты говоришь, я не рад…
- Вот и вспомнил я старые истины…
- Где ж скрылись вы, серебряные кони…
- Да что вперед загадывать…
- Предок, кинжал не носил я…
- А у нас по Дону осенью…
- За Охтою, за Охтою…
- Из дальнего детства, как сон незабытый…
- Мечтающий о чуде…
- Я выйду из товарного вагона…
- Сквозь печали, боль, тоску…
- И падал я в душные травы…
- Ой, мамо, мамо…
- На заржавленных рельсах…
- В чулках полосатых…
- Где ж ты, моя Настенька…
- Давайте после драки…
- Нынче осенью все как огнем затопило…
- Петух, сумасшедший горнист…
- О польское счастье…
- Как я мечтал о мужской руке…
- Эту песню услышал впервые…
- По улице нашей зеленой…
- Когда затихала больница…
- Ты ушла в Мазурские болота…
- Ах вы, тоненькие мальчики…
- Туман голубыми кудрями…
- Окраина, заводами пропахшая…

- Плывут над миром облака…
- Я рад, что жизнь пришла ко мне…
- Время летит скворцом…
- Первый гром обозами…
- Слышите, стонет в мокром кювете…
- Отлет, только я не лечу…

- А ну, как разыскать мне тебя…
- Мокрый клен за окном…
- Все дела, дела…
- Давай сойдем на полустанке…
- А мы ночуем в облаке…
- Плывут над озером туманы…
- По жухлой листве…
- На фронт трамвай уходил…

- О, Москва, Москва святая…
- Зимний вечер…
- Солнце дрожит в воде…
- Я смутно помню…
- Ты уйдешь усталая…
- Тихим вечером…
- Ночами долго курят астрономы…
- Взметнулась вверх рука…
- Лыжи у печки стоят…
- Снова просеки костром горят…
- Вставайте, граф…
- На плато Расвумчор…
- Пошел на взлет наш самолет…
- Лето село в зарю…

- Ходим с тобой по одним площадям…
- Шурша мостовыми, шурша за порогом…
- Средь всех любимой слывшая…
- Я вас люблю, мои дожди…
- Догорает старый вальс…
- Рассыпаны звезд голубые горошины…
- Там, за снежной пылью…
- Стою, стою, роняя руки…
- Прости меня…
- Над Бабьим Яром…
- Весенней ночью думай обо мне…
- Ночь напролет…
- Третий день пляшут метели…
- Прости меня, дружок…
- Ноченька…
- Снова твое бесконечное "жди"…
- Листья пожелтели…
- Дождь стучит…
- Когда стучится в окна ветер хмурый…
- Сосны да ели вокруг…
- Снова выросла у лета…
- Который раз ко мне приходит облако…
- Не осталось ни сличении…
- У льва есть хвост…
- Пони девочек катает…
- Распахнуты двери…
- Было восемь, стало — семь…

- Бежит ручей…
- Огюст, Орест и Оноре…
- Сизый, лети, голубок…
- Ах, что-то нынче…
- Кто крепко держится в седле…
- Куда, куда ты уносишь меня…
- Ты — крупица, я — крупица…
- Из придорожно-влажной тени…
- Злодейство и варварство…
- Ты,негаданный, нежданный…
- Если падают листья…
- Над миром — небо…
- Откуда нам знать, почему…
- За окном шуршат деревья…
- Я куплю себе последние ботинки…
- Олень, ветвистые рога…
- Жила безвестная старушка…
- Я спрошу у Господа…
- Если б дали мне в златой короне власть…
- Снились сны: зеленые луга…
- Осторожность превыше всего…

- Белая вошь
- Разговор с музой
- Непричастный к искусству…
- По рисунку палешанина…
- Мы не хуже Горация
- Все засранцы, все нахлебники…
- Красный треугольник
- Неизвестный, увенчанный славою бранной…
- Бессмертный Кузьмин
- Все не вовремя
- Баллада о том, как надо пить на троих

- О принципиальности
- Спрашивает мальчик, — Почему?..
- Говорят, что где-то есть острова…
- Мы поехали за город…
- Баллада о том, как едва не сошел с ума директор антикварного магазина №273 Копылов Н.А.
- Как мне странно, что ты — жена…
- Баллада о прибавочной стоимости

Юлий Ким
- Песня гренадеров
- Песни о Камчатке: Капитан Беринг

Тук-тук-тук, мотор стучит…
- Плохо спится палачам по ночам…
- Фестиваль песни в Сопоте в августе 1969
- Композиция № 27
- Ой, не шейте вы, евреи, ливреи…
- По-осеннему деревья налегке
- В новогодний бедлам…
- 101 Псалом
- Цыганская песня
- Вот он скачет, витязь удалой…
- А врач сказал… /Смерть Ивана Ильича/
- У лошади была грудная жаба…

- Прошла пора вступлений и прелюдий…
- Все года, и века, и эпохи подряд…
- Весна еще в начале…
- Все позади — и КПЗ, и суд…
- Замок временем срыт…
- Средь оплывших свечей и вечерних молитв…
- Торопись, тощий крик над страною кружит…
- Трубят рога, скорей, скорей…
- Если рыщут за твоею непокорной головой…
- Когда вода всемирного потопа…
- Всю войну под завязку…
- Час зачатья я помню неточно…
- На стене висели в рамках…
- Как во смутной волости…
- Куплеты нечисти…
- Над Шереметьево…
- Пословица звучит витиевато…
- Еще ни холодов, ни льдин…
- Власть исходит от народа…

- Лошадей двадцать тысяч в машины зажато…
- Я рос, как вся дворовая шпана…
- Кто-то плод захотел…
- По миру люди маленькие носятся…
- Вот твой билет…
- Оплавляются свечи на старинный паркет…
- В дорогу, живо! Или в гроб ложись…
- Если б водка была на одного…
- Так оно и есть, словно встарь…
- У домашних и хищных зверей…
- Благодать или благословение…
- Здесь лапы у елей дрожат на весу…
- Жил-был учитель скромный Кокильон…
- Мы все живем как будто, но…
- Всему на свете приходят сроки…
- Был развеселый розовый восход…
- Свобода славная, а это главное…
- Когда лакают…

- Не космос — метры грунта подо мной…
- Не покупают никакой еды…
- Отбросив прочь свой деревянный посох…
- Ну о чем с тобою говорить…
- До нашей эры соблюдалось чувство меры…
- То была не интрижка…
- В Ленинграде—городе у Пяти Углов…
- Нат Пинкертон — вот с детства мой кумир…
- Я теперь в дураках…
- Жил-был добрый дурачина — простофиля…
- Она во двор, он — со двора…
- Один чудак из партии геологов…
- Так дымно, что в зеркале нет отраженья…
- Побудьте день вы в милицейской шкуре…
- Смеюсь навзрыд, как у кривых зеркал…
- Бегают по лесу стаи зверей…
- Жили-были в Индии с самой старины…
- Так случилось — мужчины ушли…
- В тот вечер я не пил, не ел…
- Красное, зеленое, желтое, лиловое…
- Мне каждый вечер зажигают свечи…
- Проложите, проложите, хоть тоннель по дну реки…
- Как спорт лоднятье тяжестей не ново…
- В тридевятом государстве…

- Рвем и не найти концов…
- Давно смолкли залпы орудий…
- Сколько лет, сколько лет все одно и то же…
- Отплываем в теплый край…
- Долго же шел ты, в конверте листок…
- Я полгода, я полмира почти через злые бои…
- Я несла свою беду…
- Пока вы здесь в ванночке с кафелем…
- Есть на земле предостаточно рас…
- Наши предки, люди темные и грубые…
- Он был хирургом, даже нейро…
- Мой первый срок я выдержать не смог…
- Сколько я ни старался…
- Мне ребята сказали…
- В желтой жаркой Африке…
- Вдох глубокий, руки шире…
- Не писать мне повестей, романов…
- Комментатор из своей кабины…
- В томленье одиноком…
- Дамы, господа…
- Было так, я любил и страдал…
- Один музыкант объяснил мне пространно…
- Тропы еще в антимир не протоптаны…
- Который раз лечу Москва-Одесса…

- Как за меня матушка все просила Бога…
- В белом платье с причудливым бантом…
- Мой папаша были дворник…
- Вы такая прелестная скромница…
- Люблю свиней, сестрица…
- Ой, на бедну ту мою голову…
- У кого есть дитятко…
- Куплеты Митрофана…
- Митрофаша, друг мой, сфетик…
- А мы зря комедиев не ломали…
- Я сел однажды в медный таз…
- Я — клоун, я — затейник…
- Весна, весна, ручьи бегут по кручам…
- Все, вот и все. Собирай сундуки…
- Вы наши отцы, а мы ваши чада…
- Моя натура хочет жить широко…
- Песня учителя…
- Навострите ваши уши…
- Люди все, как следует, спят и обедают…
- О наставники наши…
- В Коктебеле, в Коктебеле…
- Ой как хорошо…
- Черное море…
- На далеком Севере…
- Хорошо идти фрегату…
- Малютка Илья Муромец…
- Четвертую неделю огорчаю я семью…

- Ну пожалуйста, ну пожалуйста…
- Железный шлем…
- Летели гуси на Усть-Омчу…
- Скрипит поселок дачный…
- Будто впрямь по чью-то душу…
- Заварен круто дымный чай…
- Болото, болото, болото…
- Уверенно близится Новый год…
- Ночь над гаванью стеклянной…
- Телепатия…
- Сырая тяжесть в сапогах…
- А если я однажды поутру…
- Собирайте, товарищи, клюкву…

- Уходит день, взяв в жены ночь…
- И скромняги, и пижоны…
- А день, между прочим, устал…
- Если утро выйдет в день…
- Мелочь в кармане сочти на дорогу…
- А это весенний ветер…
- Знаю, все разовьет диалектика…
- Обгорели акварели…

Ариадна Якушева
- Слушай, на время время позабудь…
- Я шагаю дорогой длинной…
- Ты говоришь…
- Светлые камушки из Конаково…

- Летучий голландец
- Два музыканта
- За синими горами…
- Шарманщик
- Песенка о морской раковине
- Итальянская песня
- Старый негр хочет спать
- Рыжая девочка
- Венгерская песня
- Юнга
- Струны о чем-то рассказывают бойко…
- Песня на холмах
- Ах, как долго, долго едем…
- Песня свободы
- Кто даст мне ответ… /Агасфер/

- Во дворе, где каждый вечер все играла радиола…
- Из окон корочкой несет поджаристой…
- По Смоленской дороге…
- Шарманка-шарлатанка…
- Опустите, пожалуйста, синие шторы…
- А как первая любовь…
- Девочка плачет — шарик улетел…
- Горит пламя, не чадит…
- Ах, война, что ж ты сделала, подлая…
- Ах, какие удивительные ночи…
- Сладко спится на майской заре…
- А что я сказал медсестре Марии…
- Часовые любви…
- Надежда, я вернусь тогда…
- Наверное, самую лучшую…
- Над синей улицей портовой…
- Не бродяги, не пропойцы…
- Что такое душа?..
- Ах, война, она не год еще протянет…
- Я смотрю на фотокарточку…
- Усталость ноги едва волочит…
- Ах, трубы медные гремят…
- Шла война к тому Берлину…
- Не тридцать лет, а триста лет…
- Настоящих людей так немного…
- Поднявший меч на наш союз
- На фоне Пушкина снимается семейство…
- В сумраке природа, флейты голос нервный…

- Встань пораньше…
- Ты в чем виновата…
- Эта женщина, увижу и немею…
- Мне в моем метро…
- Здесь птицы не поют…
- Он,наконец, явился в дом…
- Арбатского романса старинное шитье…
- Раскрасавец двадцатых годов…
- А мы швейцару…
- Купил часы на браслетке я…
- Моцарт на старенькой скрипке играет…
- Синяя крона, малиновый ствол…
- В нашем доме, в нашем доме…
- Наша жизнь не игра…
- Мы связаны, Агнешка…
- В будни нашего отряда…
- Женщины-соседки…
- Не клонись-ка ты, головушка…
- Какая глупая игра…
- Мой конь притомился…
- В Барабанном переулке…
- На Тверском бульваре…
- Плыл троллейбус по улице…
- Ах ты, шарик голубой, грустная планета…
- Четвертый год подряд…

- Вальс,посвященный уставу караульной службы
- Левый марш
- Ты можешь найти на улице копейку…
- Я не чикался на курсах, не зубрил сопромат…
- Ать-два, левой, правой… /Закон природы/
- Жили-были несчастливые волшебники…
- Кто разводит безгласных рыбок…
- Ах, как трудно улетают люди…
- Бежит речка, да по песочку…
- Мы давно называемся взрослыми
/Старательский вальсок/
- Понаставили павшим памятники…
- Установлены сроки и цены…
- Баю, баю, баю, бай… /Колыбельная/
- Опять над Москвою пожары…
- Вьюга снегу на крыльцо намела…
- Опыт ностальгии